# Шмаков, Андрей Александрович
Шмаков Андрей Александрович (род. 27 ноября 1971 года) — российский физик, доктор физико-математических наук, советник государственной гражданской службы РФ 2 класса.

## Биография
Шмаков Андрей Александрович родился 27 ноября 1971 г. в Москве.
В 1991 г. с отличием окончил Московский электромеханический техникум (МЭМТ) по специальности «Эксплуатация и наладка станков с программным управлением», в 1997 году — Московский инженерно-физический институт (МИФИ) по специальности «Физика металлов». Окончил аспирантуру и докторантуру МИФИ, защитил кандидатскую (2000 год) и докторскую (2006 год) диссертации по специальности «Физика конденсированного состояния».
С 1997 г. по сентябрь 2015 г. работал в МИФИ на кафедре «Физические проблемы материаловедения» младшим научным сотрудником, научным сотрудником, старшим научным сотрудником, доцентом и профессором. В качестве преподавателя читал в МИФИ учебные дисциплины «Материаловедение и технологии конструкционных материалов», «Физика высокопрочных материалов», «Материалы с особыми свойствами». Победитель конкурса преподавателей ведущих российских вузов 2006 года.
С ноября 2007 г. по декабрь 2012 г. работал в Минобрнауки России (главный специалист-эксперт отдела координации и мониторинга НИОКР бюджетных целевых программ, заместитель начальника отдела государственной политики в сфере нанотехнологий, ведущий советник отдела нанотехнологий и новых материалов). Принимал непосредственное участие в разработке и реализации федеральной целевой программы «Развитие инфраструктуры наноиндустрии в РФ на 2008—2011 годы» и Программы развития наноиндустрии в РФ до 2015 года. С ноября 2011 г. по апрель 2013 г. исполнял обязанности ученого секретаря Совета национальной нанотехнологической сети.
Автор 180 печатных научных трудов, трех монографий, пяти учебных пособий  и трех препринтов в области ядерной техники, реакторного материаловедения, физики твердого тела и нанотехнологий. Соавтор работ, признанных Научным советом РАН важнейшими результатами в области радиационной физики твердого тела за 2009 и 2013 годы. Награждён почетными грамотами и медалями.

## Изданные монографии
- Шмаков А. А., Анашина О. Д., Савченко А. Г. и др. Реализация президентской инициативы «Стратегия развития наноиндустрии» и Программы развития наноиндустрии в Российской Федерации до 2015 года: научное издание. СПб.: СПбГЭТУ «ЛЭТИ», 2013, 352 с.
- Шмаков А. А., Смирнов Е. А. Закономерности взаимодействия актинидов с цирконием. Термодинамика и кинетика актинидо-циркониевых систем // LAP Lambert Academic Publishing, Saarbrücken, Deutschland, 2013, 128 c. — ISBN 978-3-659-46655-7.
- Шмаков А. А., Калин Б. А., Смирнов Е. А. Водород в сплавах циркония. Гидридное охрупчивание и разрушение циркониевых материалов // LAP Lambert Academic Publishing, Saarbrücken, Deutschland, 2014, 196 c. — ISBN 978-3-659-53266-5.

## Изданные учебные пособия для вузов
- Шмаков А. А., Иолтуховский А. Г., Калин Б. А. Водородное охрупчивание и гидридное растрескивание циркониевых элементов легководных реакторов: Учебное пособие. М.: МИФИ, 2001, 44 с.
- Шмаков А. А., Чернов И. И., Калин Б. А. и др. Отработавшее ядерное топливо. Ч.2. Транспортировка и хранение: Учебное пособие. М.: МИФИ, 2004, 160 с.
- Шмаков А. А. Основы металловедения: Учебное пособие. М.: МИФИ, 2007, 136 с.
- Шмаков А.А. Высокотвердые и магнитные материалы. Марки и характеристики // LAP Lambert  Academic Publishing, Saarbrücken, Deutschland, 2017, 80 c. — ISBN 978-3-330-05042-6.
- Шмаков А.А. Хрупкое разрушение металлических материалов и изделий. Инженерные расчеты на прочность // LAP Lambert  Academic Publishing, Riga, Latvia, 2018, 88 c. — ISBN 978-613-8-32847-6.

## Изданные препринты
- Шмаков А. А., Бибилашвили Ю. К., Калин Б. А., Смирнов Е. А. Прогнозирование возможности гидридного растрескивания циркониевых оболочек твэлов. Препринт МИФИ № 003-99. М.: МИФИ, 1999, 40 с.
- Шмаков А. А., Алексеев О. А., Курило В. С., Смирнов Е. А. Термодинамика и кинетика взаимодействия актинидов с цирконием. Обзор. Вып. 4(158). Под. ред. М. И. Солонина и Н. Т. Чеботарева. М.: ВНИИНМ, 1999, 71 с.
- Шмаков А. А. Трубы давления ядерных реакторов. Оценка допустимых трещин // LAP Lambert Academic Publishing, Saarbrücken, Deutschland, 2017, 52 c. — ISBN 978-3-330-06601-4.